# كارل فودور
كارل فودور (بالإنجليزية: Carl Fodor) هو لاعب كرة قدم أمريكية ولاعب كرة قدم كندية أمريكي، ولد في 6 نوفمبر 1963 في ويرتون في الولايات المتحدة.

## وصلات خارجية
- كارل فودور على موقع JustSportsStats.com (الإنجليزية)